# Cobanus extensus
Cobanus extensus là một loài nhện trong họ Salticidae.
Loài này thuộc chi Cobanus. Cobanus extensus được Elizabeth Maria Gifford Peckham & George William Peckham miêu tả năm 1896.